# Кевін (Монтана)
Кевін (англ. Kevin) — місто (англ. town) в США, в окрузі Тул штату Монтана. Населення — 154 особи (2010).

## Географія
Кевін розташований за координатами 48°44′44″ пн. ш. 111°57′57″ зх. д. / 48.74556° пн. ш. 111.96583° зх. д. (48.745649, -111.965771).  За даними Бюро перепису населення США в 2010 році місто мало площу 0,95 км², з яких 0,89 км² — суходіл та 0,06 км² — водойми. В 2017 році площа становила 1,00 км², з яких 0,94 км² — суходіл та 0,07 км² — водойми.

## Демографія
Згідно з переписом 2010 року, у місті мешкали 154 особи в 71 домогосподарстві у складі 41 родини. Густота населення становила 163 особи/км².  Було 90 помешкань (95/км²).
Расовий склад населення:
| - 98,7 % — білих - 0,6 % — корінних американців - 0,6 % — чорних або афроамериканців |

До двох чи більше рас належало 0,0 %. Частка іспаномовних становила 0,6 % від усіх жителів.
За віковим діапазоном населення розподілялося таким чином: 26,6 % — особи молодші 18 років, 58,5 % — особи у віці 18—64 років, 14,9 % — особи у віці 65 років та старші. Медіана віку мешканця становила 42,0 року. На 100 осіб жіночої статі у місті припадало 113,9 чоловіків;  на 100 жінок у віці від 18 років та старших — 109,3 чоловіків також старших 18 років.
Середній дохід на одне домашнє господарство  становив 38 416 доларів США (медіана — 30 938), а середній дохід на одну сім'ю — 44 906 доларів (медіана — 32 188). За межею бідності перебувало 21,8 % осіб, у тому числі 44,4 % дітей у віці до 18 років та 0,0 % осіб у віці 65 років та старших.
Цивільне працевлаштоване населення становило 48 осіб. Основні галузі зайнятості: транспорт — 20,8 %, будівництво — 18,8 %, сільське господарство, лісництво, риболовля — 12,5 %, оптова торгівля — 10,4 %.